# غوهرغان قىيم (بابويي)
غوهرغان قىيم (بالفارسية: گوهرگان قدیم) هي قرية تقع في إيران في قسم بابويي الريفي.